# Martin Winter (Sinologe)

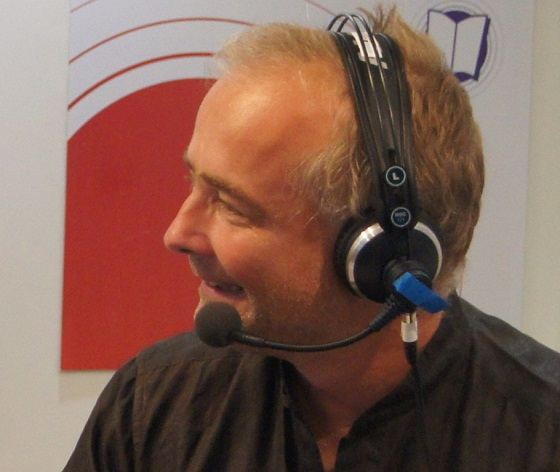
Martin Winter im Interview (2018)

Martin Winter (chinesisch 維馬丁; Pinyin: Wei Mading; * 1966 in Wien) ist ein österreichischer Übersetzer, Sinologe und Lyriker. Er übersetzte die Biografie des Friedensnobelpreisträgers Liu Xiaobo und erhielt 2016 für die Überquerung des gelben Flusses den Übersetzungspreis des Bundeskanzleramts. 

## Leben
Winter lebte nach dem Studium von Germanistik und Sinologie 15 Jahre in China und Taiwan. Von 1988 bis 1990 nahm er ein Stipendium in Taiwan wahr. Seit einem Praktikum in Shanghai (1992/1993) arbeitet er als Übersetzer. Im Zivildienst gab er 1994 Deutschunterricht für Flüchtlinge. Er unterrichtete Deutsch und Englisch und arbeitete als Lektor für deutsche Sprache und österreichische Literatur an mehreren Universitäten (Wuhan, Chongqing, Peking, in Taiwan und Rumänien). Von 1999 bis 2009 arbeitete Winter als Übersetzer in Peking. Er nahm am Poetry International Festival Rotterdam teil.
Winter lebt heute mit seiner Familie in Wien. Er veröffentlicht Artikel zu chinesischer Gegenwartsliteratur und übersetzt Werke aus dem Chinesischen. Er leitet die Redaktion der Zeitschrift LEUCHTSPUR: Neue Chinesische Literatur und schreibt Gedichte auf Deutsch, Englisch, Chinesisch.
Winters Artikel und Gedichte erschienen unter anderem in The New York Review of Books, in chinesischen, deutschen und Schweizer Tages- und Wochenzeitungen.

## Werke (Auswahl)
- Wah! 哇! Gedichte in drei Sprachen. fabrik.transit, Wien 2023. ISBN 978-3-903267-63-3
- Der Mond muss perfekt sein = She has to be perfect = 不敢不完美.  fabrik.transit, Wien 2016
- Beiträge in: die horen. Band 261: Hinauf in das winzige Zelt von Blau – Writers in Prison/Writers at risk. ISBN 978-3-8353-1832-8.

### Schriften
- Deutsche Modalverben im Vergleich mit chinesischen Modalverben und im universitären Fremdsprachenunterricht in China. 1995.
- China und Literatur 2000 bis 2010. In: Culture Scapes China. Basel 2010. S. 128–138.

## Übersetzungen (Auswahl)
- Beiling Huang: Der Freiheit geopfert: Die Biografie des Friedensnobelpreisträgers Liu Xiaobo. Riva, München 2010. ISBN 978-3-86883-134-4
- Hong Ying: Die chinesische Geliebte. Berlin 2004. Wien 2005.
- Liu Zhenyun: 1942. Eine Dokumentation und andere Erzählungen. Erhard Löcker, Wien 2014. ISBN 978-3-85409-708-2
- Yi Sha: Überquerung des gelben Flusses. Band 1, 1988 bis 2009. fabrik.transit, Wien 2016.
- Yi Sha: Überquerung des gelben Flusses. Band 2, 2010 bis 2017. fabrik.transit, Wien 2017.
- (Übersetzer und Hrsg.): Brett voller Nägel 布满钉子的木板 Neue Poesie aus China. Band 1. A–J. fabrik.transit, Wien 2018.